# Dirigeable R27
En aéronautique, le Dirigeable R27 est le premier d'une série de quatre dirigeables militaires rigides britanniques mis en chantier durant la Première Guerre mondiale. Regroupés sous la désignation de Dirigeables Type 23X, ces aérostats destinés à la reconnaissance navale constituaient une évolution du Vickers Type 23. Deux exemplaires seulement furent achevés. Le R27 fut détruit accidentellement mais le R29 fut le seul dirigeable rigide britannique à participer à la Première Guerre mondiale.

## Origine et développement

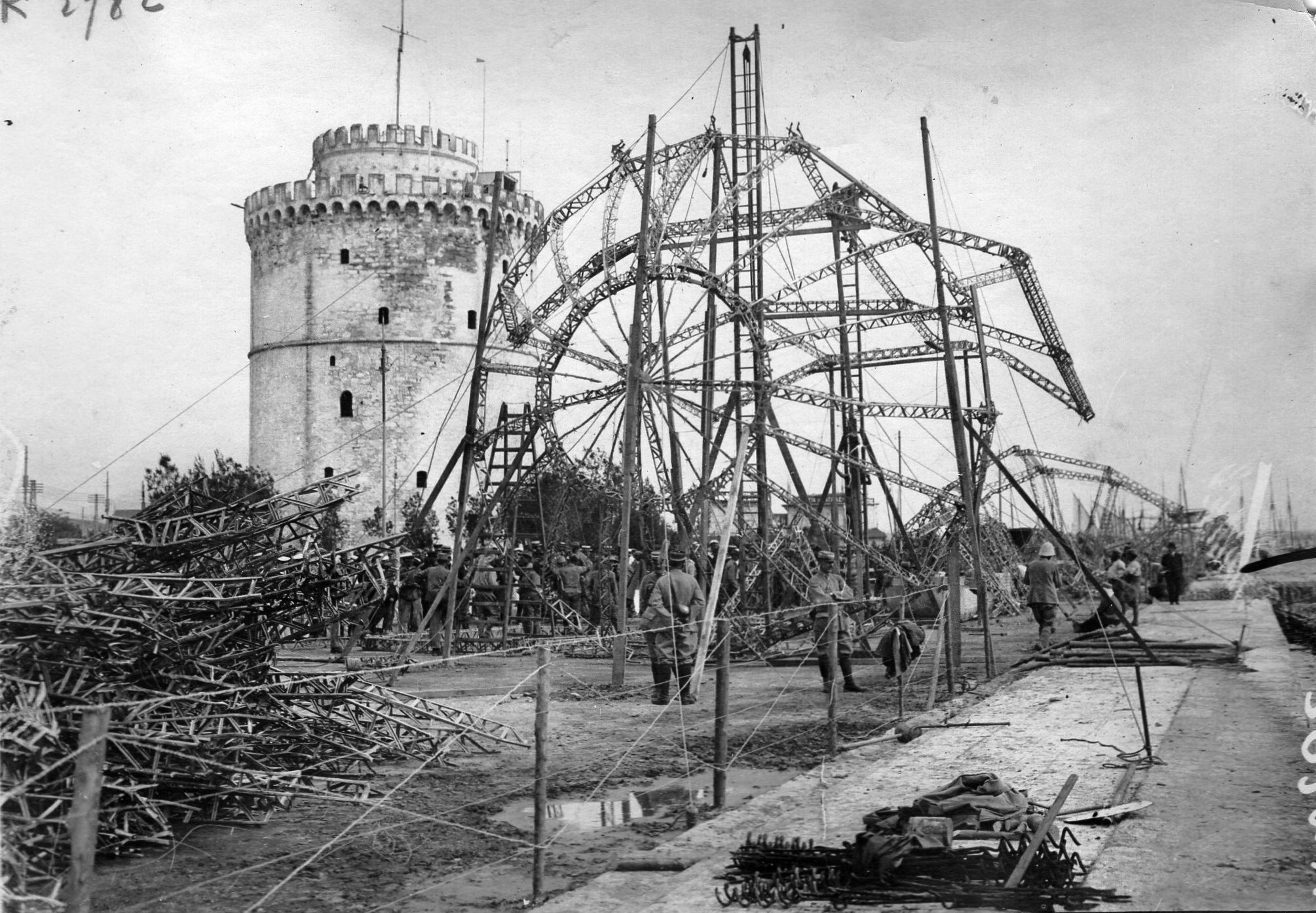
Dirigeable allemand Zeppelin abattu à Salonique en 1916.

Le 16 octobre 1915 l’Amirauté britannique avait lancé la construction de 17 dirigeables Vickers Type 23 et le 26 du même mois l’ingénieur naval C.I.R. Campbell avait été officiellement chargé de la conception et du développement des futurs dirigeables rigides britanniques. Ors après avoir pu observer les épaves des LZ77 et LZ85, deux Zeppelins type L10 abattus en 1916 à Revigny (France) et Salonique (Grèce), les experts de la Royal Navy estimèrent nécessaire d’apporter des améliorations aux futurs dirigeables. La commande des aérostats No.27 à 30 fut donc modifiée et comme ils avaient été commandés sur un budget attribué au Type 23, ils furent rebaptisés Type 23X.
Les améliorations à apporter au Type 23 furent bien entendu étudiées directement par les techniciens de l’Amirauté britannique sous la responsabilité de C.I.R. Campbell, la construction des dirigeables restant assurée par les industriels Beardmore (No.27 et No.28) et  Armstrong Whitworth (No.29 et No.30). Le 24 septembre 1916 le Zeppelin L33 fit un atterrissage forcé à Little Wigborough, dans l’Essex, livrant aux ingénieurs britanniques les dernières techniques allemandes en matière de construction de dirigeables rigides. Quelques mois plus tard il fut décidé d’annuler la commande des R28 et R30 au profit de deux nouveaux aérostats, les R33 et R34.

## Description

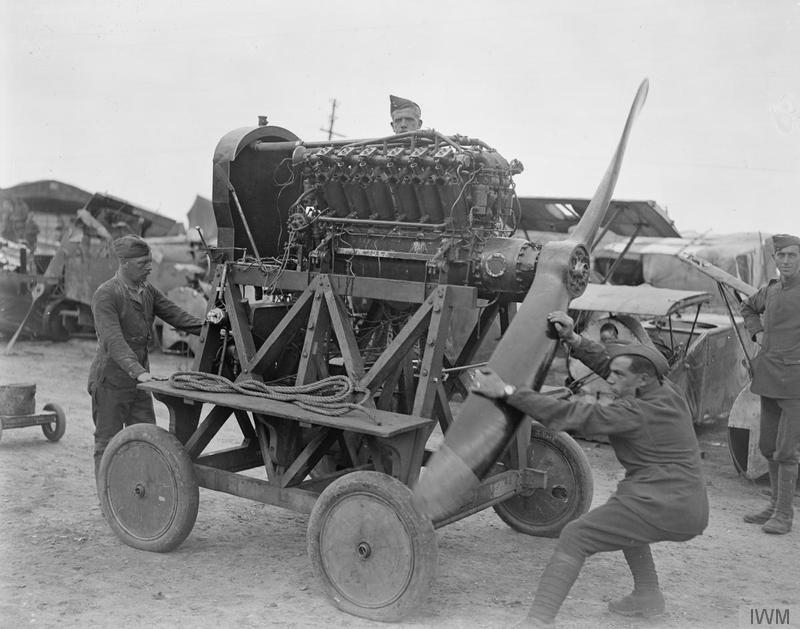
Moteur Rolls-Royce Eagle récupéré sur une épave d'avion à Rang-du-Fliers, 1918.

Les dirigeables Type 23X se distinguaient extérieurement des Vickers Type 23 par la suppression de la quille ventrale, remplacée par un tunnel intérieur pour la circulation de l’équipage et un longeron triangulaire renforcé avec apex tourné vers l’extérieur pour la rigidité de l’aérostat. Le couloir interne réduisait le volume de gaz la pointe avant fut légèrement redessinée, plus longue et plus arrondie. La motorisation était sensiblement identique à celle des Vickers Type 23, quatre moteurs Rolls Royce Eagle IV de 300 ch répartis dans trois gondoles suspendues sous l’enveloppe. Cependant ces gondoles étaient attachées directement sur la structure principale du dirigeable, et donc plus proche du corps du dirigeable. Les gondoles avant et arrière recevaient chacune un moteur entraînant deux hélices orientables, la gondole centrale logeant elle deux moteurs entraînant chacun une hélice orientable.
Les modifications introduites sur les Type 23X amélioraient la charge utile et rendaient ces dirigeables plus maniables, sans augmentation sensible de leur vitesse.

## En service
- R27 : Construit par Beardmore à Inchinnan, la tête de série l’air le 29 juin 1918. Ce dirigeable fut détruit accidentellement avec trois dirigeables souples dans l’incendie d’un hangar à Howden le 16 août 1918. Il totalisait 89 h 40 min de vol[1].
- R28 : Ce dirigeable devait être construit en association par Beardmore  et Vickers mais ne fut pas achevé, la commande étant annulée en août 1917.
- R29 : Construit par Armstrong Whitworth à Barlow, il effectua son premier vol le 20 juin 1918. Affecté à la base côtière d’East Fortune, en Écosse, c’est le seul dirigeable rigide britannique à avoir participé aux opérations navales durant la Première Guerre mondiale, effectuant un certain nombre de patrouilles anti-sous-marines, dont une de plus de 30 heures et deux d’une vingtaine d’heures. Au cours de ces sorties il repéra trois sous-marins allemands. Le premier parvint à s’échapper, le second heurta une mine alors qu’il était pris en chasse. Le 29 septembre 1918 le R29, placé sous les ordres du Major G.M. Thomas, attaqua le UB-115 au large des côtes du Northumberland, à environ 8,3 km au nord-est de Beacon Point. Il largua deux bombes de 100 kg sur le sous-marin et les destroyers HMS Ouse et HMS Star, arrivés peu après sur place, confirmèrent la destruction du submersible. En mai 1919 la gondole centrale du R29 fut remplacée par une autre, plus légère et contenant un seul moteur, entrainant une seule hélice. Réformé en octobre 1919 et mis à la ferraille le 24 octobre suivant à East Fortune, le R39 totalisait 437 h 58 min de vol[1], plus qu’aucun autre dirigeable rigide britannique construit durant la Première Guerre mondiale.
- R30 : Commandé à Armstrong Whitworth, sa construction fut annulée début 1917.

Dirigeables dans la peinture
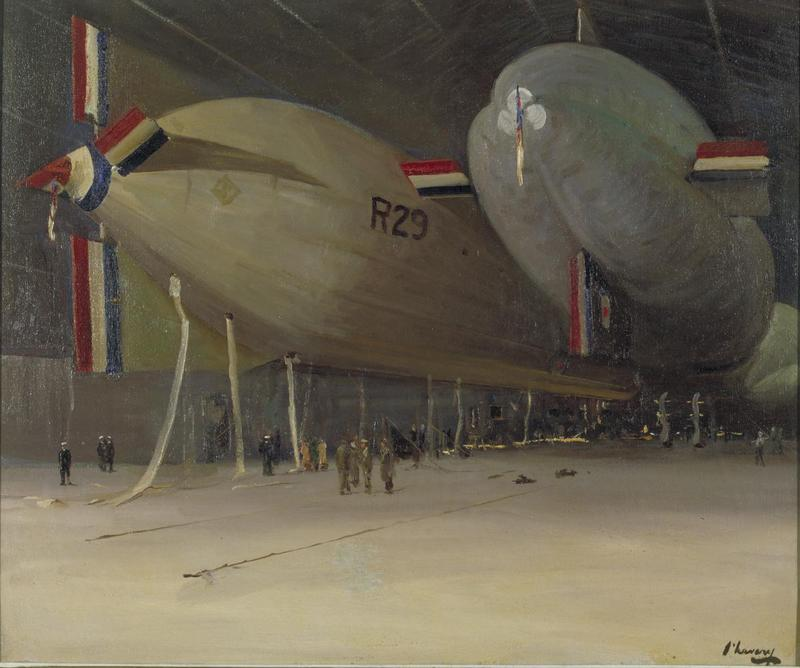
R29 et Ns 7 au hangar à East Fortune, North Berwick, peinture de John Lavery, 1918
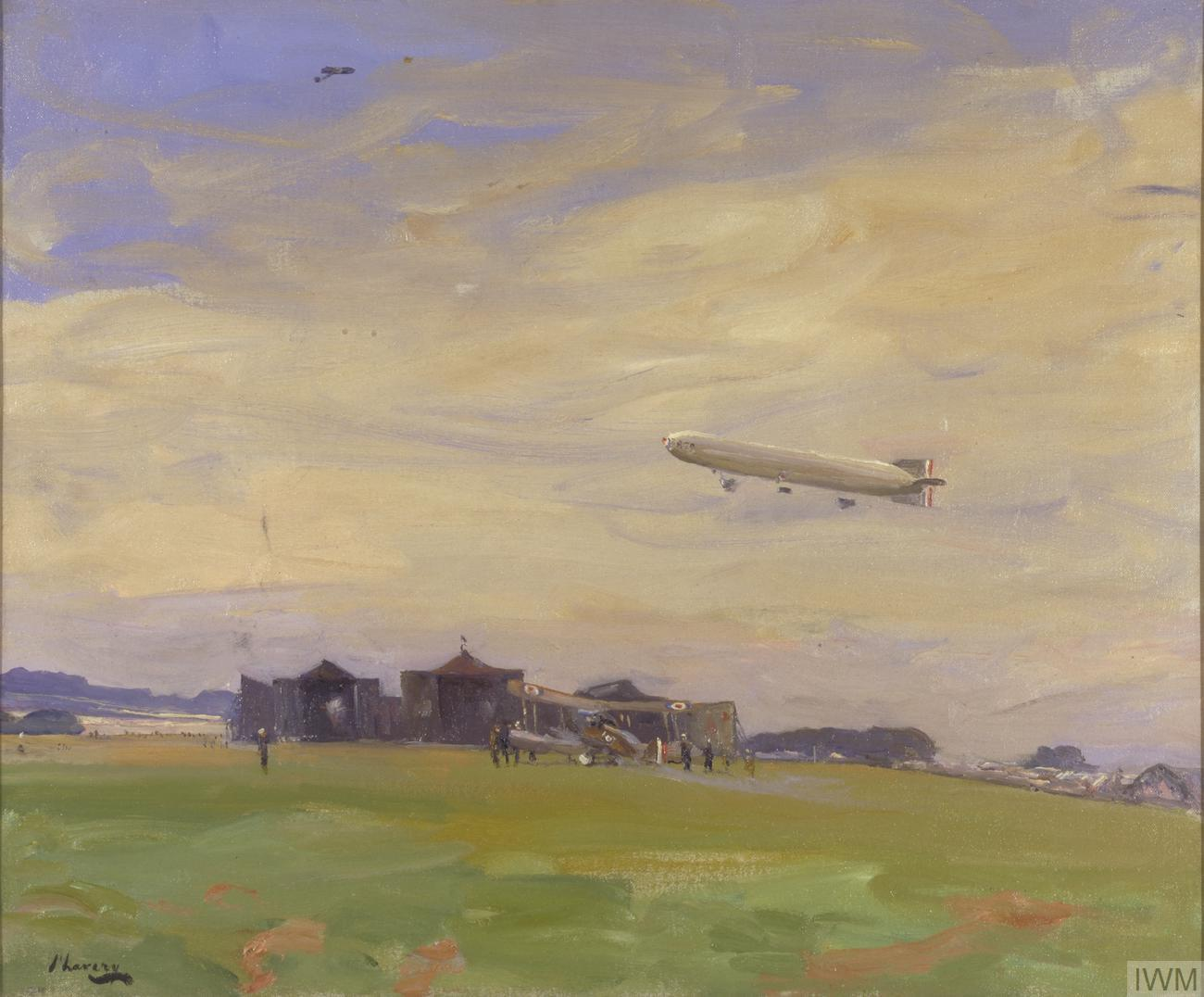
R29 au-dessus de l'aérodrome d'East Fortune, peinture de John Lavery, 1918
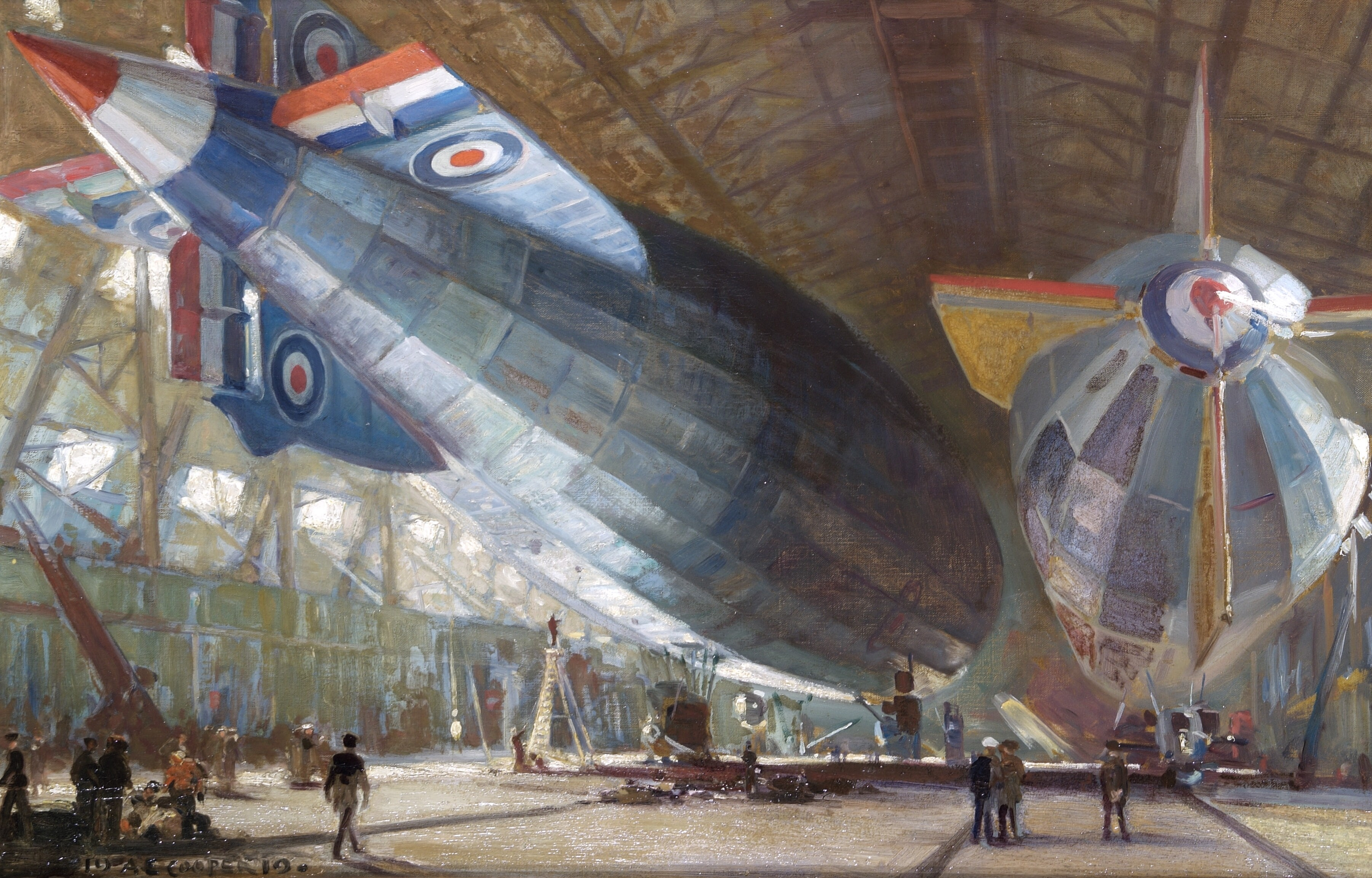
R 34 et R 29 au hangar à East Fortune, peinture d'Egerton Cooper (en), 1919